# Carlos Luna
Carlos Luna (Piquillín, 17 gennaio 1982) è un ex calciatore argentino, di ruolo attaccante.

## Carriera
Inizia la carriera nel 2000, nella terza serie del calcio argentino, con il Deportivo Español. Nella stagione 2001-2002 ottenne la promozione nella Serie B Nazionale, dove giocò per una sola stagione prima di scendere nuovamente di categoria andando a giocare con l'All Boys nella stagione 2003-2004 e con il Tigre nella stagione 2004-2005.
Giocò poi nella Primera División (Argentina) con il Racing Club Avellaneda per la stagione 2005-2006 ed, in seguito, con il Quilmes, squadra nella quale segna 7 gol nel Campionato di Clausura 2007, facendosi notare della società spagnola dell'Elche che lo porta in Spagna.
Torna poi al Tigre, con la quale segna 7 gol nel Torneo di Apertura 2007-2008.

## Palmarès

### Club

#### Nazionale
- Primera B Metropolitana: 1

Deportivo Español: 2001-2002
- Campionato ecuadoriano: 1

LDU Quito: 2010
- Copa de la Superliga: 1

Tigre: 2019

#### Internazionale
- Recopa Sudamericana: 1

LDU Quito: 2010

### Individuale
- Capocannoniere della Primera División Argentina: 1

Tigre: 2011-2012 (C) (12 gol)